# 넷마블네오
넷마블네오 주식회사(영어: NetmarbleNeo)는 턴온게임즈, 리본게임즈, 누리엔을 합병해서 출범시킨 비디오 게임 기업이다.